# Sebesrom
Sebesrom (1899-ig Rujen, románul Turnu Ruieni) falu Romániában Krassó-Szörény megyében.

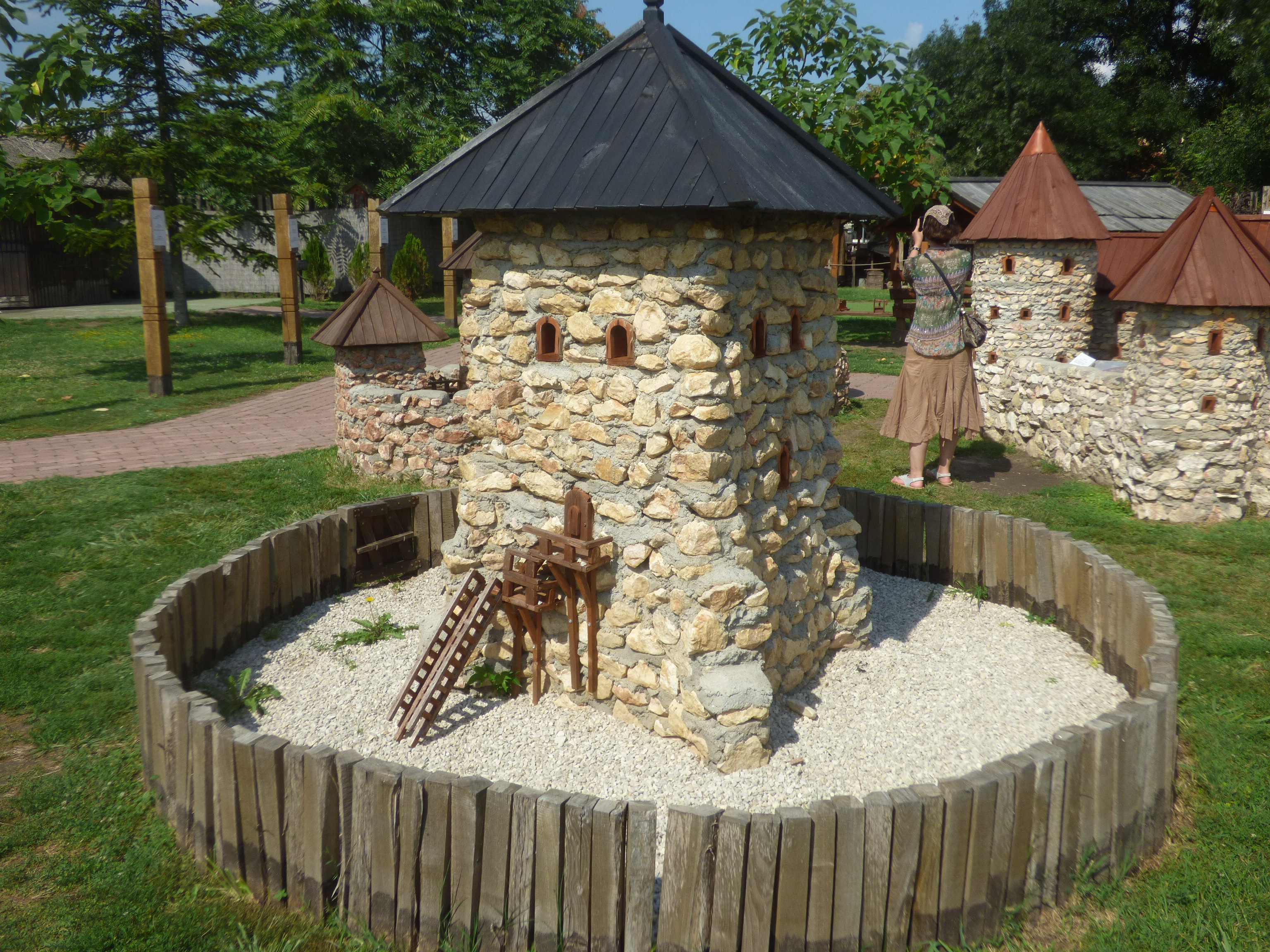
Sebestorony makettje a dinnyési Várparkban

Karánsebestől 12 km-re délkeletre fekszik. Korábban Sebestornyot csatolták hozzá.
Területén állnak Sebesvár romjai, amely az 1360-as évektől a szörényi bán igazgatása alá tartozott. 1429 és 1435 között a Német Lovagrend birtoka. 1910-ben 713, túlnyomórészt román lakosa volt. A trianoni békeszerződésig Krassó-Szörény vármegye Karánsebesi járásához tartozott. 1992-ben társközségeivel együtt 4436 lakosából 4339 román, 41 cigány, 37 magyar és 3 német volt.

## Külső hivatkozások
- A vár